# Johann Heinrich Lips

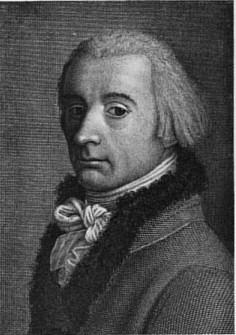
Johann Heinrich Lips, Selbstbildnis

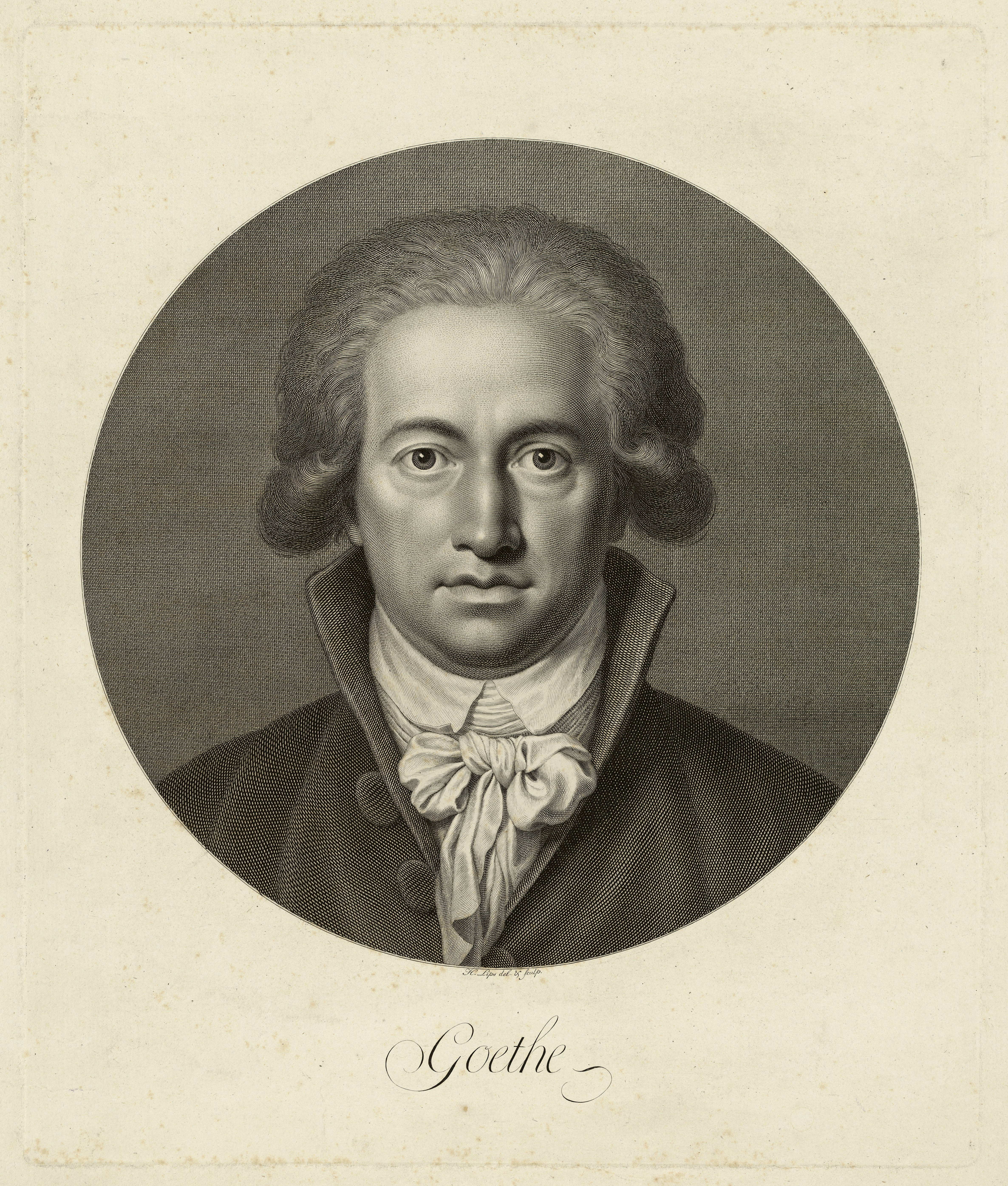
Johann Wolfgang Goethe, Kupferstich und Radierung von Lips, 1791, verwendet auf mehreren deutschen Briefmarken.

Johann Heinrich Lips (* 29. April 1758 in Kloten; † 5. Mai 1817 in Zürich) war ein Schweizer Kupferstecher und Professor an der Freien Zeichenakademie Weimar.

## Leben
Johann Heinrich Lips war der Sohn von Hans Ulrich Lips, einem Barbier und Chirurgus, sowie Elisabetha Kaufmann. Er sollte das Handwerk seines Vaters erlernen, was ihm jedoch widerstrebte. Durch seinen Privatlehrer, den späteren Zürcher Pfarrer und Chorherrn Leonhard Brennwald, wurde er als Künstler entdeckt und gefördert. Da er der Landbevölkerung angehörte, musste er sich weitgehend autodidaktisch weiterbilden. Brennwald war es auch, der ihn an den Zürcher Pfarrer und Schriftsteller Johann Caspar Lavater vermittelte. Für seine eigenen Sammlung Physiognomische Fragmente zur Beförderung der Menschenkenntniß und Menschenliebe war dieser auf naturgetreue Porträts angewiesen, die einen aufmerksamen Beobachter und detaillierten Zeichenstil voraussetzten. Bei dieser seit der Antike gepflegten Lehre der Physiognomik geht es um den Versuch, vom Äußeren eines Menschen auf seinen Charakter schließen zu können. Dafür konnte er nicht auf die bekannten Zeichner zurückgreifen, da diese oft Repräsentationsbildnisse herstellten. Lavater „bedachte sich keinen Augenblick, den Knaben der Kunst zu widmen, und ihn selbst zu bilden“. Auch die Eltern lassen sich dank des Lehrlingslohns von 100 fl. überzeugen. Lavater weist ihn speziell an, gleichzeitig nach der Antike und der Natur zu zeichnen. Zu Beginn des Jahres 1774 geht Lips für ein Kurzpraktikum nach Winterthur zu Johann Rudolf Schellenberg. In 5 Wochen wird er in das Ätzen und Radieren eingeführt, danach kehrt er nach Kloten zurück mit dem Rüstzeug, von nun an sich selbst zu bilden. Lips malt nach antiken Bildern, nach bekannten Vorlagen und nach der Natur. Und wie alle Schüler von Lavater geht er nach Basel zum Kupferstecher Christian von Mechel, um dessen berühmte Privatsammlung zu besichtigen und teilweise zu kopieren.
Lips ist ein fleissiger Arbeiter und verfertigt viele Kupferplatten für den ersten Band der Physiognomischen Fragmente. Durch dessen Veröffentlichung gewinnt Lips an Bekanntheit: „Besonders die jungen Künstler [Friedrich Schmoll, Heinrich Pfenninger, Matthias Pfenninger, Matthias Stumpf, Matthias Weber] der damaligen Zeit suchten seine Bekanntschaft und Freündschaft immer mehr; – [...] so kamen Sie [...] alle darinn überein, daß dieser junge Mensch unter die besten ihrer Claße gehöre – wo nicht gar vor ihnen allen den Vorzug habe“. Er lernt unter anderem auch Goethe kennen. Die etwas älteren und etablierten Künstler entwickeln ihr Urteil über Lips grösstenteils aufgrund ihrer Beziehung zu Lavater. Im zweiten Band der Physiognomischen Fragmente erscheint ein ganzseitiges Selbstporträt von Lips, das ihm zu internationaler Bekanntheit verhilft. Lavater urteilt darin: „Lips wird in wenigen Jahren ein zweyter Chodowiecki“.
1780 unternimmt Lips seine erste Studienreise. Er bildet sich auf der Zeichnungsakademie in Mannheim weiter. Dort gefiel es ihm ausserordentlich: „Nun also von Mannheim – von der Kunst und ihren Einwohneren. Der Kunst ist sehr viel und das wichtigste ist die Churfürstliche Gallerie, und der Antiquen Saal, die Gallerie hat denke, habe ich erst einmahl gesehen, aber was ich bey diesem Anblik der Menge der Kunstwerken fühlte, kan ich dir nicht beschreiben. Zuviel ware für das Aug da, zuviel für den Geist – Ich hätte niedersinken mögen, und dachte mich als ein Würmchen, dass an einem Stengelchen her aufkreücht, den Honig der Blumen auszusaugen, und von einem Thautröpfchen, das herunterfält, wieder auf die Erde geschlagen wird. Ganz klein und gedehmüthigt war man von diesen Menschlichen Werken, wie viel mehr kan die Schöpfung der Natur auf uns würken, wenn wir sie mit einem rechten Aug ansehen!“ 1781 ging er nach Düsseldorf, wo er in der Galerie die Marter des Heiligen Sebastian nach van Dyck stach und sich mit dem erst 17 Jahre alten Maler Friedrich Bury aus Hanau anfreundete. 

### Rom
1782 reiste er mit seinem Freund Bury zunächst für zwei Monate nach Hanau, dann weiter nach Rom, wo er unter anderem einen Stich nach einem Bacchanal von Poussin ausführte. Während eines zweiten Aufenthalts in Rom (ab 1785) lebte er mit dem Maler Johann Heinrich Wilhelm Tischbein und einer Reihe anderer deutschsprachiger Künstler, darunter Bury, Heinrich Meyer und Johann Georg Schütz in einer Art Wohngemeinschaft in der Via del Corso Nr. 18, heute als Museum Casa di Goethe bekannt, da Johann Wolfgang von Goethe über ein Jahr lang ebenfalls dort lebte. Dort befasste er sich auch mit der Aquarellmalerei und kopierte Gemälde alter Meister. Die Fresken der Maler Giulio Romano und Raffael machten einen gewaltigen Eindruck auf ihn, wie diejenigen Michelangelos. Im August 1787 notiert Goethe in einem Brief, den er später in sein Buch Italienische Reise aufnimmt:

„Die große Hitze, welche sich nach und nach steigerte und einer allzu raschen Tätigkeit Ziel und Maß gab, machte solche Räume angenehm und wünschenswert, wo man seine Zeit nützlich in Ruh' und Kühlung zubringen konnte. Die Sixtinische Kapelle gab hierzu die schönste Gelegenheit... da denn gerade zu jener Zeit Bury und Lips Aquarellkopien in der Sixtinischen Kapelle für Grafen Fries zu fertigen hatten. Der Kustode ward gut bezahlt, er ließ uns durch die Hintertür neben dem Altar hinein, und wir hauseten darin nach Belieben. Es fehlte nicht an einiger Nahrung, und ich erinnere mich, ermüdet von großer Tageshitze, auf dem päpstlichen Stuhle einem Mittagschlaf nachgegeben zu haben. Sorgfältige Durchzeichnungen der unteren Köpfe und Figuren des Altarbildes, die man mit der Leiter erreichen konnte, wurden gefertigt, erst mit weißer Kreide auf schwarze Florrahmen, dann mit Rötel auf große Papierbogen durchgezeichnet.“

### Weimar
Dank seiner Bekanntschaft mit Goethe wird er 1789 als Professor an die Freie Zeichenakademie nach Weimar berufen. Während dieser Zeit arbeitete er an Illustrationen der Werke von Goethe und Schiller. Er legte jedoch 1794 die Stellung nieder und kehrte nach Zürich zurück. Die Rückkehr von Lips aus Weimar wird von den Zürchern gerne gesehen. Der berühmte Kupferstecher wird auch sogleich in das gelehrte Netzwerk der Zürcher Kunstszene integriert. Seine Definition der Kunst und seiner Aufgabe als Künstler beschreibt Lips folgendermassen: „Was ist eigentlich die Kunst, oder was solte sie seyn anders, als eine Zeichen Sprache dessen was verborgen in der Seele der Natur stekt, und mit der Kraft des Meisters durch einfache Züge redender gemacht. und dargestellt wird. Wer diese Sprache nicht versteth, und von der Flamme des Prometheus nicht berührt worden ist, der sieht auch umsonst ein ausgeführtes Kunstwerk an. Die grössere Ausarbeitung oder Vollendung ist nur ein Kleid, wordurch die Sache gefälliger erscheint“. Spätestens nach dem Ableben von Daniel Nikolaus Chodowiecki 1801 gilt Lips als der beste Kupferstecher Europas. Gemeinsam mit seinen Vorgängern Salomon Gessner und Johann Rudolf Schellenberg gehört Lips zu den bedeutendsten Buchillustratoren Zürichs zur Zeit der Aufklärung. Durch seinen weitverbreiteten Ruhm erhält er unzählige Aufträge aus der Schweiz und dem Ausland.  Am 5. Mai 1817 starb er. Er hat 1447 Kupferstiche hinterlassen, darunter zahlreiche Porträts berühmter Zeitgenossen, u. a. vom Philosophen Friedrich Schleiermacher und vom Theologen Friedrich Samuel Gottfried Sack. Zu seinen Schülern zählt der nicht mit ihm verwandte Johann Jakob Lips.

## Werke (Auswahl)
- Aventiure von den Nibelungen. – Berlin : Prêtre, 1817. Digitalisierte Ausgabe der Universitäts- und Landesbibliothek Düsseldorf
- Bildnis Johann Anton André in jüngeren Jahren; Brustbild nach halblinks, Kupferstich von Johann Heinrich Lips nach Georg Oswald May[9]